# Toedo
Parroquia del norte del ayuntamiento de La Estrada, limita con las de Baloira, Santeles, Aguiones, La Estrada, Matalobos y San Julián de Vea. En 1842 tenía una población de hecho de 149 personas. En los veinte años que van de 1986 a 2006 la población pasó de 257 a 229 personas, lo cual significó una pérdida del 10,89%. El gentilicio es Toedenses. Destaca en la parroquia el Polígono industrial de A Estrada y el centro comarcal de Tabeirós. Cruza la parroquia la carretera C-541 que une A Estrada con Santiago de Compostela. 
- Datos: Q3396962
- Multimedia: Toedo, A Estrada / Q3396962